# 日本社会医療法人協議会
一般社団法人日本社会医療法人協議会（にほんしゃかいいりょうほうじんきょうぎかい、略称: 日社協）は、社会医療法人を会員とする一般社団法人。本部は東京都千代田区にある。

## 概要
＜主な出典：＞
- 主な目的：社会医療法人の健全な発展を図り、国民医療の向上を図る
- 設立趣旨：社会医療法人の健全なる発展をはかり、その設立を助成して国民医療の向上を図ることを目的に設立。「社会医療法人取消時の課税問題」「寄付税制の問題」「社会医療法人認定要件の緩和」「固定資産税課税条件の緩和」などを目的にする。
- 設立：2013年（平成25年）12月9日
- 代表者：会長 西澤 寛俊
- 役員数：14人
- 本部所在地：東京都千代田区富士見2丁目6番12号
- 支部：2支部
- 会員数：316法人
- 会員対象：社会医療法人が正会員。社会医療法人以外の医療法人は準会員として加入している。

※現在「日本病院団体協議会（通称：日病協）」に加入している。

## 沿革
- 2013年（平成25年）12月 設立